# Insurrection cordelière (mars 1794)
L’insurrection cordelière, du 14 au 24 ventôse an II (4 au 14 mars 1794), également désignée par l’historiographie sous les appellations de « tentative hébertiste » ou de « Conspiration de ventôse », constitue un épisode marquant des luttes factionnelles qui déchirent la Révolution en 1794. Portée par les Cordeliers, cette tentative de soulèvement - ou d'insurrection « morale » - s’inscrit dans un contexte de radicalisation politique et d’opposition croissante entre les sans-culottes et le gouvernement révolutionnaire centralisé par le Comité de salut public. Instrumentalisée, dénoncée comme un vaste complot, l'insurrection échoue dans l’œuf. Face à l’absence de mobilisation populaire et à la réaction immédiate des autorités, ce mouvement avorté entraîne l’arrestation, le procès et l’exécution des principaux chefs cordeliers, signant ainsi l’élimination de l’aile la plus extrême du mouvement montagnard et le renforcement du pouvoir jacobin.

## Contexte
Au cours du mois de nivôse de l'an II (décembre 1793), une lutte idéologique s'engage entre les lignes éditoriales du Vieux Cordelier de Desmoulins et celles du Père Duchesne, organe de diffusion des Hébertistes. Ce conflit, qui dépassait de loin de simples rivalités personnelles, révéla l'existence de deux courants antagonistes – les « indulgents » et les « exagérés » – entre lesquels la Convention se retrouva prise. Le 14 ventôse, lors d'une réunion du Club des Cordeliers, Jacques-René Hébert fut le premier à franchir résolument la ligne rouge en appelant ouvertement à l'insurrection populaire, marquant ainsi une rupture décisive dans la dynamique révolutionnaire.
Les Hébertistes, influents au sein de la Commune de Paris et du Club des Cordeliers, défendent une radicalisation de la Terreur, la déchristianisation et une politique économique coercitive favorable aux sans-culottes, menaçant ainsi l’autorité jacobine. À l’inverse, les Dantonistes prônaient une ligne plus modérée et se montraient hostiles à la loi du maximum, soutenant les commerçants face aux réquisitions. Cette opposition se cristallise dans un contexte de crise économique aiguë à l’hiver 1793-1794, marqué par des pénuries et des tensions sociales croissantes. La disette sévit à Paris et les fraudes sur la qualité des denrées, en particulier le vin, deviennent fréquentes. On se bat dans les queues à la porte des marchands. Cette crise influe sur la lutte entre les factions révolutionnaires qui proposent chacune des solutions différentes : les dantonistes sont contre la loi du maximum et soutiennent les commerçants, les robespierristes essaient de la faire appliquer pour ne pas mécontenter les sans-culottes tout en disant qu’elle leur a été imposée par les hébertistes.
Parallèlement, l'émergence de la théorie d'un vaste « complot étranger », lié au scandale de la Compagnie des Indes, fournit aux Jacobins un prétexte pour éliminer ces factions rivales. Fabre d’Églantine et Chabot, impliqués dans cette affaire de spéculation, multiplient les dénonciations confuses, impliquant aussi bien les Hébertistes que les Dantonistes dans une prétendue conspiration contre la République. Ces accusations contribuent à isoler les Hébertistes dans l’opposition au gouvernement et qui voyant leur influence diminuer, basculent progressivement dans l’illégalité sous la pression des Comités.

## Les débats autour de l'insurrection aux Cordeliers
Le 31 janvier, les Cordeliers décident de voiler d’un crêpe funèbre le tableau des Droits de l’homme jusqu’à ce que leurs chefs, François-Nicolas Vincent, ancien premier secrétaire du ministère de la Guerre et Charles Philippe Ronsin, général de l'armée révolutionnaire parisienne, soient libérés. Cette mesure symbolique indiquait que le recours à l'insurrection devenait légitime pour les membres du Club. Le Comité de salut public les ignorant, ils s’adressent au Comité de sûreté générale qui les reconnaît innocents et fait décréter leur libération par la Convention. Vincent, désireux de se venger de ses dénonciateurs, veut se faire admettre aux Jacobins, mais le Club l’éconduit le 11 février. Ce refus, que les hébertistes attribuent à Robespierre déjà coupable à leurs yeux d’avoir soutenu le maintien de Desmoulins aux Jacobins, va les faire passer dans l’opposition ouverte à un gouvernement qu’ils ont jusque-là ménagé. Le Comité entraîne progressivement les Cordeliers dans l’illégalité  pour favoriser leur élimination, avec l’appui des députés et l’assentiment des sections qui perdent toute autonomie.
Du 12 février au 4 mars, la pression monte au Club des Cordeliers contre « ces messieurs qui nous traitent d’exagérés parce que nous sommes patriotes et qui ne veulent plus l’être, si jamais ils l’ont été », « tous ces hommes usés en république, ces jambes cassées en révolution ». On assiste cependant à une suspension du conflit entre factions avec les festivités de l'abolition de l'esclavage colonial, votée par la Convention, le 16 pluviôse an II-4 février 1794 et fêtée le 30 pluviôse an II-18 février 1794 au temple de la Raison. Le 2 mars, Ronsin, le dramaturge devenu général, pose nettement la question de l’insurrection, l’estimant urgente et nécessaire, mais Hébert conseille de temporiser en envoyant une députation à la Convention.
Le 14 ventôse, les partisans de l’insurrection l’emportent, avec l’aide de Carrier, rappelé de Nantes par le Comité de salut public. Antoine-François Momoro président du club des Cordeliers, fait à nouveau voiler la Déclaration des Droits de l’homme « jusqu’à ce que le peuple ait recouvré ses droits sacrés par l’anéantissement de la faction ». Carrier réclame « une sainte insurrection ». Hébert dénonce « les Endormeurs des comités », ces hommes « qui ont fermé la bouche aux patriotes dans les sociétés populaires » et conclut cette fois comme Carrier : « Oui, l’insurrection, et les Cordeliers ne seront point les derniers à donner le signal qui doit frapper à mort les oppresseurs ! » Le lendemain, la section de Marat dirigée par Momoro essaie d’entraîner la Commune, mais n’y parvient pas. Chaumette appelle au calme et Hanriot s'y oppose.

## La réaction du Comité de Salut public
Le Comité de salut public décide alors de frapper les hébertistes. Collot d’Herbois essaie de les sauver : il demande aux Jacobins (Carrier, qui assiste à la séance s’est rétracté) qu’une députation soit envoyée aux Cordeliers pour « s’expliquer fraternellement » et les engager « à faire justice des intrigants qui les ont égarés ». Le 7 mars, la députation se rend chez les Cordeliers. Momoro, Hébert et Ronsin font amende honorable, mais pas Vincent. Les jours suivants, l’agitation continue dans les sections dominées par les hébertistes. Hébert lui-même attaque Barère au Club le 12 mars.
Dans la nuit du 13 mars 1794, plusieurs figures majeures du Club des Cordeliers sont arrêtés sur ordre du Comité de salut public. Parmi eux figurent Vincent, Ronsin, Hébert et Momoro. Craignant une réaction de la population parisienne, le gouvernement révolutionnaire adopte une stratégie d’« amalgame ». Aux Hébertistes sont ajoutées des figures secondaires du sans-culottisme (Mazuel, Bourgeois, Leclerc, Ancard, Ducroquet), mais aussi des individus aux profils variés, afin de brouiller les contours politiques du procès. Parmi eux se trouvent Anacharsis Cloots, aristocrate prussien et militant révolutionnaire, plusieurs banquiers liés au scandale de la Compagnie des Indes orientales (Jacob Pereira, Berthold Proli, François Desfieux, Pierre-Ulric Dubuisson), ainsi que des royalistes impliqués dans des projets insurrectionnels avérés (Armand, Catherine Latreille). S'y ajoutent Michel de Laumur, proche de Dumouriez, Antoine Descombes, responsable du ravitaillement de Paris, et Jean-Baptiste Laboureau, suspecté d’espionnage.
Ce montage judiciaire permet de diluer l’identité politique des Hébertistes et de légitimer une répression plus vaste. L’acte d’accusation, rédigé sous la supervision de Saint-Just, les présente comme les instigateurs d’un vaste complot contre-révolutionnaire visant à affamer Paris et à livrer la République à ses ennemis. L’opinion publique est habilement conditionnée, le 14 au matin, par l’annonce de la découverte d’une conspiration des hébertistes pour saboter le ravitaillement au moyen d’une disette factice, et pour forcer les portes des prisons en vue d’un massacre général des détenus. Les preuves existent, elles sont au Tribunal révolutionnaire, dit Billaud-Varenne aux Jacobins le soir. Les sans-culottes, qui ont faim, sont indignés. On assiste à une explosion de haine dans les sections contre les responsables ainsi désignés de la famine. Les accusés sont les avocats autoproclamés du peuple - mais le peuple ne bouge pas. « On ne parlait que de ça » indique les rapports de la police au ministère de l'Intérieur mais la majorité des habitués des cafés « applaudissait à leur arrestation, personne ne prenait leur défense ». « A la guillotine !, s'est-on-écrié de toute part ».

## La mise au procès du prétendu complot

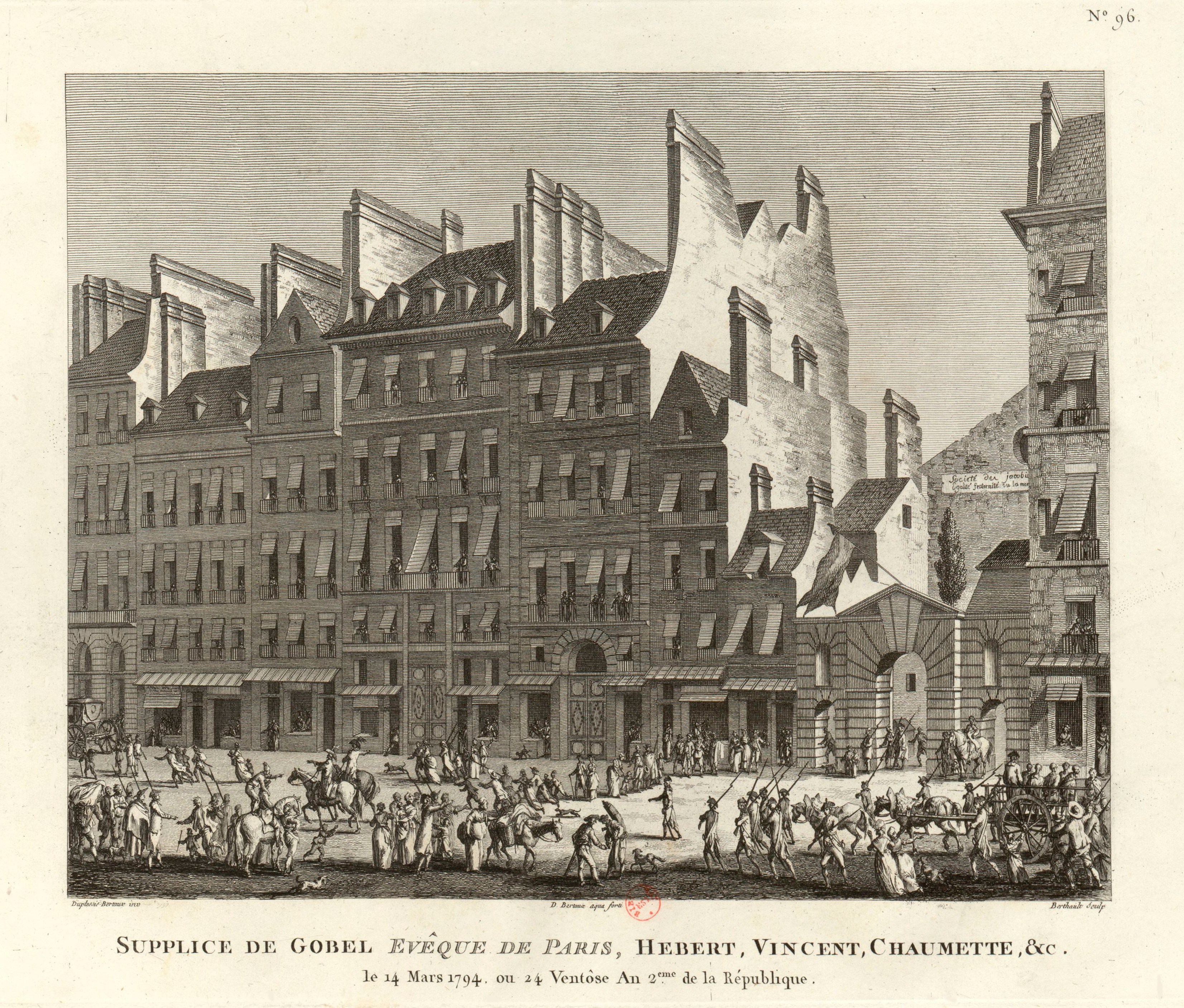
Hébert, Jean Conrad de Kock, Vincent, Ronsin et Cloots et sur la charrette les menant à la guillotine. Tableaux historiques de la Révolution française, Paris, BnF, département des estampes, 1802.

Le procès (21-24 mars 1794) est un procès politique, jugé d’avance. Fouquier-Tinville est chargé de l’acte d’accusation. La technique de l’amalgame permet de mêler vingt personnes afin de les présenter comme des complices du « complot de l'étranger ». Dans son réquisitoire, Fouquier-Tinville tonne contre les chefs de cette « horrible conspiration » à savoir « le gouvernement anglais et les puissances coalisées contre la République. »
L’une des principales interrogations des historiens concerne la véracité des accusations. Il est peu probable qu’une réponse définitive puisse être apportée, mais certains indices suggèrent l’existence d’un complot politique. Parmi les individus impliqués, Berthold Proli semble avoir été un agent autrichien, bien qu’il ait été considéré comme proche des Hébertistes. Quant à François Chabot, des preuves attestent de sa corruption financière, notamment en raison de ses liens avec les frères Frey, dont il avait récemment épousé la sœur en recevant une dot particulièrement élevée de 200 000 livres – une somme qui pourrait s’apparenter à une opération de blanchiment d’argent. Toutefois, au-delà de ces éléments, aucune preuve ne confirme l’existence d’un complot concerté entre l'avant-garde hébertiste et les autres accusés.
Au Tribunal révolutionnaire, Hébert est présenté comme le chef de la conjuration et placé sur un siège en avant des gradins réservés aux accusés, comme Brissot au procès des girondins. On possède deux versions du procès, l' une officielle, publiée par l’imprimeur du Tribunal et une seconde due à une initiative dantoniste. Les Hébertistes sont accusés de trois crimes majeurs : aggraver la famine, conspirer avec l’ennemi et préparer une insurrection. Les politiques de réquisitions brutales, menée par des commissaires comme Ducroquet et Descombes, aurait terrorisé les commerçants et exacerbé la pénurie. Leur prétendue collusion avec l’ennemi reposait sur leurs liens avec des étrangers suspects, tels Cloots et Kock. Enfin, ils auraient projeté de renverser le gouvernement de fomenter un coup d’État, en s’appuyant sur l’armée révolutionnaire. Kock qui recevait Hébert chez lui à Passy, est présenté comme leur mécène et inspirateur. Desfieux, Pereira et Dubuisson, proches de Proli et impliqués dans des missions en Suisse et en Belgique, étaient soupçonnés d’espionnage et de corruption. Les chefs de l’armée révolutionnaire, Ronsin et son lieutenant Mazuel, ainsi que Vincent et Momoro sont désignés comme les instigateurs d’une grande insurrection. Ronsin aurait dû en prendre la tête sous le titre de « grand juge ». Quarante témoins sont entendus, n’apportant aucune pièce à charge convaincante. Le soir du troisième jour, Fouquier-Tinville est convoqué au Comité de salut public par Robespierre. Le quatrième jour, le jury se déclare « suffisamment éclairé » après trois jours de débats (selon le décret de la Convention pris, à la demande d’Hébert, à l’occasion du procès des girondins). Tous les accusés (sauf un « mouton » incarcéré avec eux pour épier leurs propos) sont condamnés à mort et guillotinés – Hébert le dernier – à cinq heures et demie du soir. Sa femme sera guillotinée vingt jours après lui.